# Alchemilla hispanica
Alchemilla hispanica é uma espécie de rosácea do gênero Alchemilla, pertencente à família Rosaceae.